# Kranzburg
Kranzburg és una població dels Estats Units a l'estat de Dakota del Sud. Segons el cens del 2000 tenia 185 habitants.

## Demografia
Segons el cens del 2000, Kranzburg tenia 185 habitants, 63 habitatges, i 48 famílies. La densitat de població era de 94 habitants per km².
Dels 63 habitatges en un 49,2% hi vivien nens de menys de 18 anys, en un 61,9% hi vivien parelles casades, en un 7,9% dones solteres, i en un 23,8% no eren unitats familiars. En el 22,2% dels habitatges hi vivien persones soles el 6,3% de les quals corresponia a persones de 65 anys o més que vivien soles. El nombre mitjà de persones vivint en cada habitatge era de 2,94 i el nombre mitjà de persones que vivien en cada família era de 3,48.
Per edats la població es repartia de la següent manera: un 37,8% tenia menys de 18 anys, un 6,5% entre 18 i 24, un 29,7% entre 25 i 44, un 16,2% de 45 a 60 i un 9,7% 65 anys o més.
L'edat mediana era de 29 anys. Per cada 100 dones de 18 o més anys hi havia 91,7 homes.
La renda mediana per habitatge era de 45.125 $ i la renda mediana per família de 46.406 $. Els homes tenien una renda mediana de 30.125 $ mentre que les dones 21.250 $. La renda per capita de la població era de 13.258 $. Entorn del 6,7% de les famílies i el 15,1% de la població estaven per davall del llindar de pobresa.

## Poblacions més properes
El següent diagrama mostra les poblacions més properes.